# Naturschutzgebiet Mittel- und Unterlauf der Mattmecke sowie Talraum der Linnepe östlich von Schloss Oedenthal
Das Naturschutzgebiet Mittel- und Unterlauf der Mattmecke sowie Talraum der Linnepe östlich von Schloss Oedenthal ist ein 8 Hektar großes Naturschutzgebiet (NSG) direkt nördlich und östlich von Schloss Oedenthal im Stadtgebiet von Lüdenscheid im Märkischen Kreis in Nordrhein-Westfalen. Das Gebiet wurde 1994 als NSG ausgewiesen. Die Landstraße 532 liegt direkt südlich des NSG.

## Gebietsbeschreibung
Bei dem Naturschutzgebiet handelt es sich um den naturnahen Mittel- und Unterlauf der Mattmecke nördlich von Schloss Oedenthal sowie um den Unterlauf des Oedenthaler Baches östlich des Schlosses und um deren Auen. Der Bereich an der Mattmecke ist überwiegend bewaldet und durch artenreichen Mischwald geprägt. Direkt am Schloss liegt ein größerer Teich im Naturschutzgebiet. Im Talraum am Oedenthaler Bach sind teils brachgefallene Nass- und Feuchtgrünlandflächen vorhanden, in denen u. a. ein Schlankseggenried ausgebildet ist.